# Antoni Styrczula
Antoni Styrczula (ur. 1956) – polski dziennikarz prasowy i radiowy, menedżer, doradca, w latach 1996–1998 rzecznik prasowy prezydenta Aleksandra Kwaśniewskiego.

## Życiorys
Studiował na Wydziale Filozoficznym Towarzystwa Jezusowego w Krakowie. Przez kilkanaście lat pracował jako dziennikarz. Pełnił funkcję zastępcy redaktora naczelnego miesięcznika „Życie Chrześcijańskie w Polsce” (1984–1988), od 1990 pracował w Radiu Solidarność, a od 1991 w Radiu Wolna Europa. Od 1994 do 1996 zajmował stanowisko dyrektora Informacyjnej Agencji Radiowej. W 1996 Aleksander Kwaśniewski powierzył mu funkcje rzecznika prasowego oraz podsekretarza stanu w KPRP. Został odwołany w 1998 w związku z wykorzystaniem wizerunku prezydenta w reklamie firmy meblarskiej „Forte”, na co zgodę miał przekazać właśnie Antoni Styrczula.
Był następnie redaktorem naczelnym miesięcznika „Home&Market”, prezesem Radia dla Ciebie oraz prezesem Państwowej Agencji Inwestycji Zagranicznych. Prowadził program publicystyczny W cztery oczy w Naszej TV. Później związany z branżą konsultingową w zakresie public relations. W 2006 założył własną firmę doradczą, został też rzecznikiem prasowym przedsiębiorstwa TelePolska.